# Pintor de la Academia (pintor de vasos)

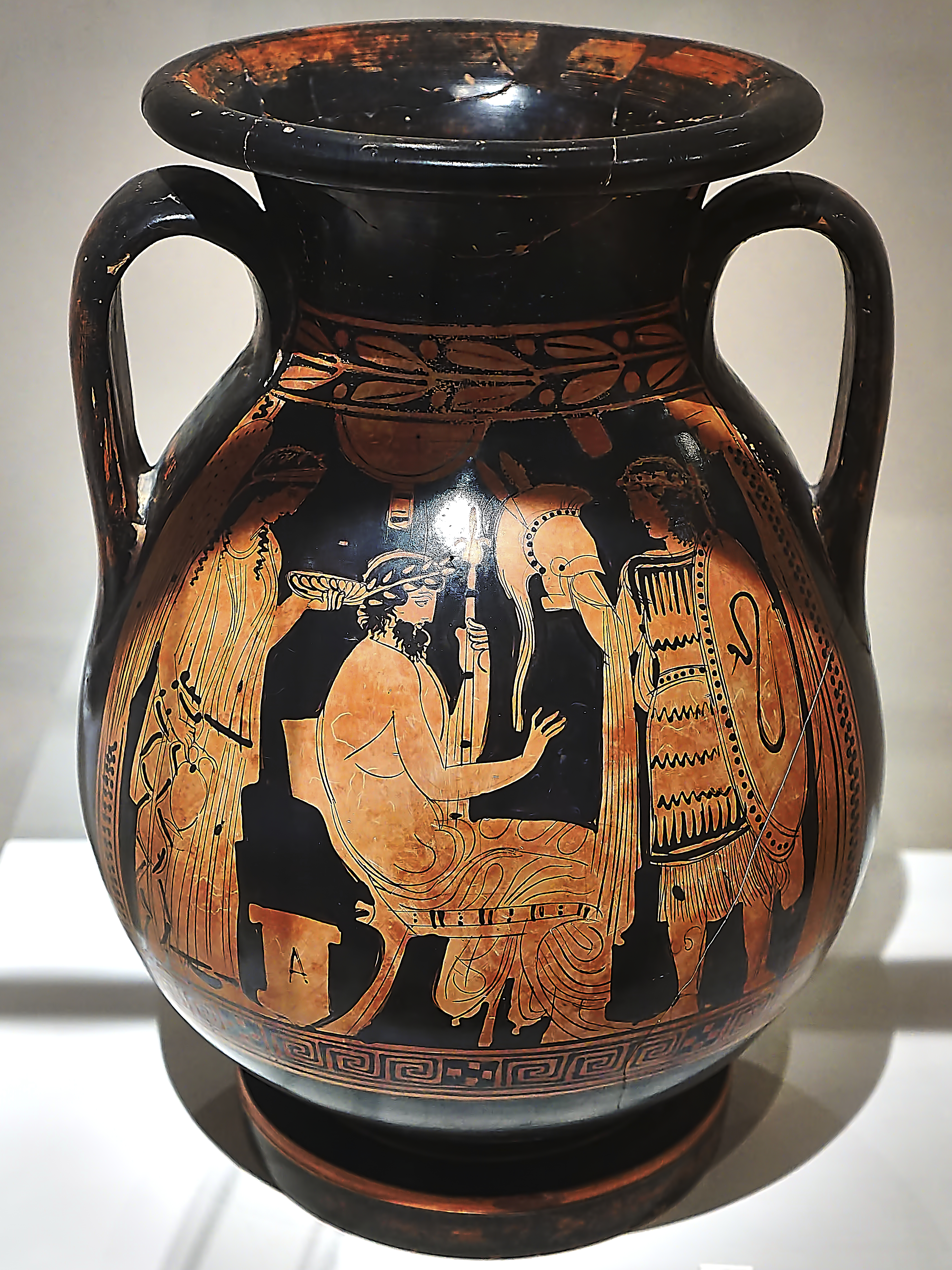
Pélice de figuras rojas del Pintor de la Academia, que representa la partida de un guerrero; hacia finales del, n.º inv.: 15882, Museo Arqueológico Nacional de Atenas.

Pintor de la Academia es el nombre convenido para un pintor de vasos ático de figuras rojas, activo en las últimas décadas del siglo V a. C.
Uno de los atenienses manieristas más jóvenes (es el último miembro identificable de este grupo de pintores), El historiador de arte británico John Beazley le puso ese nombre en honor a la antigua Academia de Platón (fundada en un bosque donde se veneraba al héroe Academo, a menos de 2 km al noroeste de Atenas). en el lugar donde se encontró un pélice de figuras rojas decorada por su mano, conservado en el Museo Arqueológico Nacional de Atenas (n.º inv.: 15882).
 Este pélice representa en la cara A a un guerrero que parte, un hombre sentado en una silla con un cetro, a Nike con fíala y enócoe, y en la cara B a tres jóvenes.
El Pintor de la Academia probablemente se formó con el Pintor de Hefesto y el Pintor del Duomo. Comenzó a trabajar alrededor del 430 a. C., poco antes del final de la carrera del Pintor de Hefesto. Beazley atribuyó originalmente sus últimas obras al Pintor de Bonn 1614, porque su estilo de dibujo había cambiado mucho (se había deteriorado). pintaba descuidada y mecánicamente Los vasos típicos de su taller eran cráteras de columnas  (las suyas aún conservaban la forma característica que les dieron los antiguos manieristas,) y cráteras de campana, pélices y también se le atribuye una hidria. Decoraba principalmente cráteras de campana. Pintó temas de género, cabalgatas, escenas de despedida y procesiones de comos.
La danza pírrica está representada en una crátera de Nauplia (Museo Arqueológico 151). Una mujer con una corona en la cabeza baila el pírrico (a veces bailado por las heteras en los festines) delante de un hombre que toca el aulós. Mientras que el actor en el auditorio lleva una capa suelta (himatión) sobre los hombros, el bailarín lleva un quitón y encima otra prenda más gruesa, que se ajusta a la cintura con una cuerda.